# Sandlapper 200 1971
Sandlapper 200 1971 var ett stockcarlopp ingående i Nascar Winston Cup Series (nuvarande Nascar Cup Series) som kördes 27 augusti 1971 på den 0,5 mile (804,672 m) långa ovalbanan Columbia Speedway i Cayce, en förort till Columbia i South Carolina. Totalt avverkades 100 miles (160,934 km) fördelat på 200 varv. Banunderlaget var asfalt. Loppet vanns av Richard Petty i en Plymouth på tiden 1:34.24 körande för Petty Enterprises. Pettys snitthastighet uppgick till 64,831 mph. Det var Pettys 136:e vinst av totalt 200 i karriären. Prispotten uppgick till 9 275 dollar, varav 1 500 dollar gick till segraren.

## Resultat
| Plc     | Nr | Förare            | Team/ bilägare           | Konstruktör      | Start | Varv | Ledda varv |
| ------- | -- | ----------------- | ------------------------ | ---------------- | ----- | ---- | ---------- |
| 1       | 43 | Richard Petty     | Petty Enterprises        | Plymouth         | 1     | 200  | 110        |
| 2       | 55 | Tiny Lund         | Ronnie Hopkins           | Chevrolet Camaro | 3     | 200  | 64         |
| 3       | 14 | Jim Paschal       | Cliff Stewart Racing     | AMC Javelin      | 4     | 200  | 15         |
| 4       | 48 | James Hylton      | Hylton Engineering       | Ford             | 6     | 197  | 0          |
| 5       | 25 | Jabe Thomas       | Robertson Racing         | Plymouth         | 21    | 196  | 0          |
| 6       | 15 | Wayne Andrews     | Reid Shaw                | Ford Mustang     | 5     | 196  | 0          |
| 7       | 64 | Elmo Langley      | Langley-Woodfield Racing | Ford             | 10    | 194  | 0          |
| 8       | 30 | Walter Ballard    | Ballard Racing           | Ford             | 14    | 193  | 0          |
| 9       | 2  | Randy Hutchison   | Warren Prout             | Chevrolet Camaro | 11    | 193  | 0          |
| 10      | 41 | Ken Meisenhelder  | Ken Meisenhelder         | Chevrolet        | 23    | 190  | 0          |
| 11      | 10 | Bill Champion     | Champion Racing          | Ford             | 18    | 189  | 0          |
| 12      | 34 | Wendell Scott     | Scott Racing             | Ford             | 12    | 186  | 0          |
| 13      | 24 | Cecil Gordon      | Gordon Racing            | Mercury          | 9     | 182  | 0          |
| 14      | 4  | John Sears        | John Sears               | Dodge            | 13    | 179  | 0          |
| 15      | 73 | Bill Seifert      | Seifert Racing           | Ford             | 30    | 179  | 0          |
| 16      | 74 | Bill Shirey       | Bill Shirey              | Plymouth         | 7     | 178  | 0          |
| 17      | 87 | Buck Baker        | Buck Baker Racing        | Pontiac Firebird | 8     | 165  | 0          |
| 18      | 7  | Jimmy Vaughn      | Jimmy Vaughn             | Chevrolet Camaro | 15    | 162  | 0          |
| 19      | 70 | J.D. McDuffie     | McDuffie Racing          | Mercury          | 24    | 159  | 0          |
| 20      | 79 | Frank Warren      | Warren Racing            | Plymouth         | 20    | 152  | 0          |
| 21      | 8  | Ed Negre          | Nagre Racing             | Ford             | 25    | 143  | 0          |
| 22      | 17 | Ernie Shaw        | Ernie Shaw               | Ford Mustang     | 19    | 109  | 0          |
| 23      | 40 | D.K. Ulrich       | Jasper Motorsports       | Ford             | 26    | 68   | 0          |
| 24      | 39 | H.B. Bailey       | Bailey Motorsports       | Pontiac Firebird | 2     | 55   | 11         |
| 25      | 86 | Bobby Mausgrover  | Neil Castles             | Dodge            | 29    | 51   | 0          |
| 26      | 26 | Earl Brooks       | Brooks Racing            | Ford             | 17    | 21   | 0          |
| 27      | 96 | Richard Childress | Garn Racing              | Chevrolet        | 28    | 17   | 0          |
| 28      | 19 | Henley Gray       | Gray Racing              | Ford             | 16    | 12   | 0          |
| 29      | 32 | Marv Acton        | Brooks Racing            | Plymouth         | 27    | 11   | 0          |
| 30      | 62 | Ron Keselowski    | K-Automotive Motorsports | Dodge            | 22    | 0    | 0          |
| Källor: |    |                   |                          |                  |       |      |            |